# Galictis
I grigioni (Galictis Bell, 1826) sono un genere di carnivori che vivono nell'America centrale e meridionale appartenenti alla famiglia dei Mustelidi (Mustelidae), dove vengono ascritti alla sottofamiglia Ictonychinae. Ne esistono due specie:
- Galictis vittata (von Schreber, 1776) - grigione maggiore;
- Galictis cuja (G. I. Molina, 1782) - grigione minore.

Il lincodonte della Patagonia (Lyncodon patagonicus) è così simile a queste specie da essere talvolta chiamato grigione nano, ma costituisce un genere a sé stante.
L'attuale grigione possiede uno scheletro piuttosto simile a quello che poteva avere il Pannonictis, mammifero estinto appartenente ai mustelidi, vissuto tra il Miocene superiore e il Pleistocene, dallo studio dei cui fossili risultano simili anche le abitudini alimentari (era un carnivoro onnivoro).

## Descrizione
I grigioni si distinguono per la loro colorazione dai forti contrasti. Il muso, il petto, il ventre e le zampe sono di colore nero, mentre il dorso e i fianchi, compresa la corta coda, sono grigi nel grigione maggiore e grigio-giallastri nel grigione minore. Tra le due zone di colore, in entrambe le specie, una striscia bianca va dalla fronte alle scapole. Come la maggior parte dei Mustelidi, sono caratterizzati da un corpo allungato con zampe corte, ma il grigione minore sembra un po' più tozzo. Il grigione maggiore presenta una lunghezza testa-tronco di 48-55 centimetri e un peso di 1,4-3,3 chilogrammi; il grigione minore raggiunge una lunghezza testa-tronco di 28-51 centimetri e un peso di 1,0-2,5 chilogrammi. La coda misura circa 15 centimetri in entrambe le specie.

## Distribuzione e habitat
I grigioni vivono nell'America centrale e meridionale. Mentre il grigione maggiore è diffuso dal Messico al Brasile sud-orientale, il grigione minore vive solo nelle regioni centrali e meridionali dell'America meridionale (dal sud del Perù all'Argentina). Entrambe le specie non sono esigenti riguardo alla scelta dell'habitat: abitano tanto le foreste pluviali quanto altri tipi di foreste e ambienti aperti come le praterie. I grigioni minori in particolare si trovano anche nelle regioni montuose.

## Biologia
I grigioni possono essere attivi sia di giorno che di notte, ma è più facile avvistarli soprattutto al tramonto. Si ritirano a riposare sotto le radici degli alberi, nelle cavità del terreno, nei tronchi cavi o nelle tane abbandonate da altri animali (ad esempio le viscacce), ma possono anche scavare da sé i propri rifugi. Sono animali agili che si possono trovare sia a terra che sugli alberi e sono in grado di arrampicarsi e nuotare bene. Il loro stile di vita corrisponde grosso modo a quello delle puzzole. Sebbene di solito caccino da soli, vengono spesso osservati in coppia o in piccoli gruppi familiari.
I grigioni sono onnivori, ma si nutrono principalmente di piccoli mammiferi, quali topi, aguti, cincillà e viscacce. Mangiano anche uccelli e loro uova, rettili, invertebrati e frutti.
Il periodo di gestazione dura circa 40 giorni, trascorsi i quali la femmina dà alla luce da due a quattro piccoli.

## Rapporti con l'uomo
In alcune zone del Sudamerica i grigioni vengono addomesticati e addestrati a cacciare roditori, in modo simile ai furetti europei. Entrambe le specie di grigione sono relativamente diffuse e non minacciate.